# Кіпрська війна (1570—1573)
Кіпрська війна (італ. Guerra di Cipro; тур. Kıbrıs Savaşı) — одна з численних османсько-венеційських війн між Османською імперією та Венеційською Республікою за панування в східному Середземномор'ї. Спершу Венеція воювала з османами сама, а відтак, коли вона увійшла до Священної Ліги (до якої також входили Іспанія з Неаполем і Сицилією, Генуезька республіка, Савойське герцогство, Госпітальєри, Велике герцогство Тосканське й інші італійські держави), Османська імперія воювала вже проти Ліги.
Війна розпочалась у червні 1570 року з османського вторгнення до Кіпру. Нікосія, як і декілька інших міст, швидко полягла, не зумівши вистояти проти значно більших сил Османської армії, до середини вересня в руках венеційського гарнізону залишалась лише Фамагуста. До кінця серпня 1571 року допомога від Ліги так і не прибула, і венеційські командири гарнізону були вимушені здати місто після 11 місяців облоги. Два місяці потому, в битві при Лепанто, об'єднаний флот Ліги практично знищив Османський флот, але через внутрішні конфлікти Ліга не змогла скористатись цією перемогою. Османи швидко відновили флот, і Венеція була вимушена проводити сепаратні перемовини про мир, поступившись Кіпром османам і сплативши данину в розмірі 300 000 дукатів.

## Передісторія
Кіпр, один із найбільших островів Середземного моря, багатий на ресурси, перебував під венеційським правлінням із 1489 року. Разом із Критом він був одним із головних заморських володінь республіки, населення якого до 1570 року становило 180 000 людей. Окрім вигідного розташування, яке давало змогу контролювати торгівлю з Левантом, на острові було налагоджене виготовлення бавовни та цукру. Для збереження найвіддаленішої колонії венеційці уклали з єгипетськими мамлюками угоду, за якою щорічно виплачували Каїру 8000 дукатів, а після завоювання Єгипту османами 1517 року аналогічну угоду було підписано з Османською імперією. Стратегічно виграшне розташування острова в східному Середземномор'ї між Анатолією, Левантом і Єгиптом робило Кіпр очевидною ціллю майбутньої османської експансії. Кіпрська венеційська влада надавала базу та пристанище для християнських піратів, що нападали на османські кораблі, зокрема і з мусульманськими паломниками до Мекки, що слугувало додатковими дратівним чинником для всіх ісламських правителів. Через це після завершення тривалої війни Угорщини з Габсбургами 1568 року Селім II звернув свою увагу на Кіпр. Популярна легенда приписувала це рішення любові султана до кіпрських вин, а головним радником султана, що просував ідею війни з Кіпром, сучасники називали Йосифа Насі, португальського єврея, музахіба (фаворита) султана, який уже був призначений на пост правителя Наксоса. Ходили чутки, що Насі таїв образу на Венецію та мріяв бути королем Кіпру після його завоювання — у нього навіть були корона та королівський штандарт.
Прихильники війни при Османському дворі мали перевагу, незважаючи на протидію партії миру, очолюваної великим візиром Соколлу Мехмедом-пашою, і незважаючи на чинний мирний договір із Венецією, поновлений 1567 року. Шейх аль-іслам Ебусууд-ефенді видав фетву, що виправдовувала порушення мирного договору, підставою для порушення послугувало те, що упродовж короткого періоду в VII столітті Кіпр був «землею ісламу», і цей статус за ісламськими законами повинен був бути відновлений.
|  | Неможливо, щоби це коли-небудь могло бути перешкодою. Для султана мусульман (нехай прославить Всевишній його перемоги) укласти мир із невірними законно лише тоді, коли від цього є користь для всіх мусульман. Коли від миру немає ніякої користі, він ніколи не буде законним. Коли раніше він виглядав вигідним, а стало помітно, що вигідніше його розірвати, тоді потрібно обов'язково і неодмінно його розірвати. |

Гроші для компанії були здобуті шляхом конфіскації та перепродажу монастирів і церков Грецької православної церкви. Сардаром експедиції був призначений наставник Лала султана Лала Мустафа-паша. Капудан-пашою був призначений недосвідчений у військово-морських справах Муедзинзаде Алі-паша, зате заступником Алі-паші став досвідчений адмірал Піяле-паша.

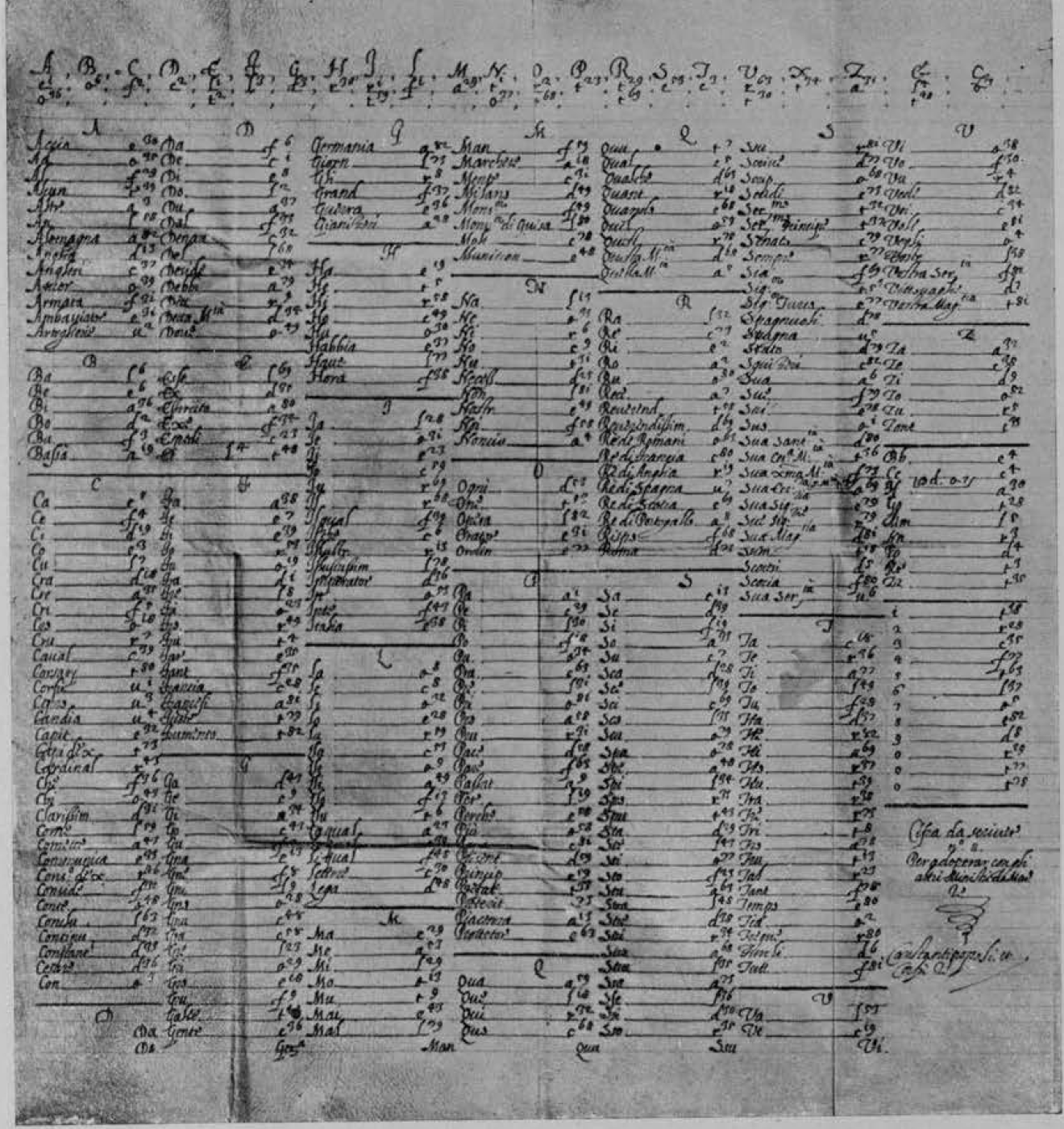
Шифр байло Маркантоніо Барбаро

Наміри османів були очевидними для венеційців, які очікували нападу на Кіпр. Коли наприкінці 1564 року агенти повідомляли зі Стамбула, що османський флот готувався до кампанії, тим паче, коли на початку 1565 року він відплив зі своєї бази в Галліполі, у Венеції занепокоїлись, однак того разу ціллю османського нападу стала Мальта. Наприкінці 1567 року та на початку 1568 року з доповідей агентів стали очевидними масштаби нових османських приготувань до морської кампанії. Ще більше венеційська влада стривожилась, коли османський флот відвідав Кіпр у вересні 1568 року з Насі на борту, ніби-то для дружнього візиту, а насправді зі шпигунськими цілями. Захисні споруди Кіпру, Криту, Корфу й інших венеційський володінь були модернізовані в 1560-х роках відомим військовим інженером Сфорца Паллавічіно. Гарнізони на Кіпрі та Криті були збільшені, також були вжиті спроби зробити ці острови незалежними від постачання боєприпасів з метрополії шляхом будівництво ливарних і порохових виобництв. Утім однаково було зрозуміло, що Кіпр не зможе довго протриматись без зовнішньої допомоги. Його ізольоване розташування та віддаленість від Венеції, оточення зі всіх боків провінціями Османської імперії, близькість османських берегів (у 6 годинах плавання) робили Кіпр легкою здобиччю — поміщали його «в пащу вовка», як писав у спогадах свідок облоги Фамагусти, П'єтро Вальдеріо. У випадку облоги нестача боєприпасів і продовольства повинні були зіграти вирішальну роль у переході кіпрських венеційських фортець до османів, а перед облогою, за словами Вальдеріо, на Кіпр була нестача селітри та вугілля, необхідних для виготовлення пороху. Венеція не могла розраховувати на допомогу з боку Іспанії, головної християнської держави Середземномор'я, яка була втягнута у військові дії в Голландії і не могла вирішити внутрішню проблему з морисками. Ще одною проблемою для Венеції було ставлення населення острова до її уряду. Жорстоке поводження та репресивне оподаткування місцевого православного грецького населення католиками-венеційцями спричиняло великий протест, тож симпатії місцевих жителів були на боці османів.
1569 року на венеційських корабельнях прогримів вибух, який історики приписують агентам Насі, і, хоча було пошкоджено всього 4 кораблі, але в Стамбулі Селіму доповіли, що сили республіки підірвані. У додачу до цього, 1569 року в Італії було неврожай і у Венеції та в околицях люди голодували. Все це дало змогу радникам нерішучого Селіма вмовити його на військову операцію. До початку 1570 року османські приготування та попередження, надіслані константинопольським байло Марко Антоніо Барбаро, переконали Велику раду, що війна є неминучою. Підкріплення та гроші були поспішно вислані на Крит і на Кіпр. У березні 1570 року до Венеції прибув посланець Селіма з ультиматумом, що вимагав негайної поступки Кіпром. Хоча у Великій раді були прихильники обміну острову на землі в Далмації та подальші торгові привілеї, але надія на допомогу інших християнських держав додала рішучості Республіці, і ультиматум був категорично відкинутий.
14 березня 1570 року на дівані була оголошена відповідь Великої ради Венеції на вимоги султана. Селім ужив усіх заходів застереження, щоби не допустити прохід підкріплень до Кіпра та блокувати можливі шляхи християнського флоту: на початку квітня Мурат-реїс з двадцятьма п'ятьма галерами зайняв позицію біля Родоса, бейлербей Алжиру Улуч Алі-паша курсував біля берегів Апулії, а наприкінці місяця Піяле-паша привів до Негропонте вісімдесят галер і тридцять галіотів. Через декілька днів до нього приєднався Мустафа-паша і вони відплили до Родоса, де до них приєднались кораблі Мурат-реіса, і флот був у зборі.

## Свідчення сучасників
Описи Кіпрської війни залишили Джанп'єтро Контаріні; Паоло Парута, офіційний історик Венеції; єпископ Ґраціані, папський нунцій; історик Натале Конті. Уберто Фольєтта включив опис облоги Нікосії до історії правління Селіма II.
Фра Анджело Капеліо, настоятель Домініканського монастиря в Нікосії, був взятий у полон, але пізніше викуплений. Після повернення на Кіпр він написав розповідь про облоги Нікосії та Фамагусти. Він був очевидцем першої, а про другу написав зі слів її учасників, товаришів по полону.

Джованні Созомено, кіпрський інженер, що був свідком смерті від рук османів одної з його доньок, і полонення другої, сам потрапив у полон, викупився і написав 1571 року доповідь про облогу на ім'я великого герцога Тосканського.
Опис облоги Нікосії у віршах «Плач про Кіпр» (грец. Θρήνος της Κύπρου) містить цікаві деталі та приписується Соломону Родіносу (1516—1586), хоча ця атрибуція не є безсуперечною. Автор «Плачу» був очевидцем подій і втратив при захопленні острова сина та доньку.
«Плач на острові Кіпр» — також віршований твір про падіння Кіпру. Воно написане вірменським поетом Миколаєм Константинопольським, який відвідав Кіпр 1570 року під час паломництва до Святої землі.
Облога Фамагусти описана в спогадах і доповідях декількох очевидців: П'єтро Валдеріо, віконт Фамагусти написав спогади про облогу, названі медіевістом К. Сіттоном «найкращим свідченням очевидця».
Нестор Мартіненґо прибув до Фамагусти як доброволець з колоною Кверіні. Вночі 5 серпня його вдалось сховатися в домі грека. Пізніше його передали турецькому офіцеру, рабом якого Нестор став. Йому чудом вдалось утекти, і після різних пригод він став першим захисником Фамагусти, який повернувся до Венеції. Він написав доповідь для Сенату Республіки, яка була опублікована 1572 року.
Анджело Ґатто з Орв'єто був найманцем із загону Асторре Бальйоні, з яким він прибув на Кіпр 1569 року, а у Фамагусті Анджело перебував із середини серпня 1570 року. Після капітуляції він став рабом і був доставлений до Стамбула. 1573 року він написав листа про облогу та долю в'язнів із наміром надіслати його Адріано Бальйоні, братові свого командира, щоби попросити про його допомогу. Копія рукопису знайдена наприкінці дев'ятнадцятого століття священиком із Орв'єто Полікарпо Катіззані, який опублікував його 1895 року. Брат Аґостіно був пріором монастиря еремітів Сан-Антоніо під час облоги. Його повідомлення, як вказано в самому документі, було зачитане в Сенаті 12 лютого 1572 року (ймовірно, автором) і надруковане 1891 року Ніколо Морозіні, який знайшов його в сімейному архіві. Анонімний щоденник солдата, про який практично нічого не відомо, навіть те, чи вдалося йому повернутись із полону, був опублікований у Венеції 1879 року Леонардо Антоніо Вісмара (або Візіноні). Маттео да Капуа був учасником захисту міста. 28 жовтня 1571 року з в'язниці в Стамбулі Маттео написав листа венеційському байло Маркантоніо Барбаро. У листі він просив заступництва за себе й інших в'язнів. Єдиним греком-кіпріотом, учасником захисту Фамагусти, що написав звіт, був Алессандро Подокатаро. Він прибув до Фамагусти з батьком і братом, які опісля загинули під час облоги. Після облоги Алессандро потрапив у полон і пробув тридцять сім днів у ланцюгах, однак французький консул викупив полоненого за 325 цехінів.
Бартоломео Серено брав участь у битві при Лепанто, 1576 року він прийняв постриг у Монте-Кассіно, де написав свій звіт про Кіпрську війну.

## Чисельність османської армії
Чисельність османської армії історики оцінювали по-різному.
|                      | Рік повідомлення | Кількість кораблів | Загальна кількість солдатів                                           | Склад армії | Кількість зброї |
| -------------------- | ---------------- | --- | --------------------------------------------------------------------- | --- | --------------- |
| Фра Анджело Калепіо  | 1572             | | 125 000                                                               | Сто тисяч людей, включаючи: 10 000 кавалеристів, 4000 сипахів 6000 яничарів; і 25 000 людей, викликаних із Ларнаки. |                 |
| Бартоломео Серено    | 1576             | Мурад-реіс і Піяле: 105 галер, 30 галіотів, Мустафа-паша й Алі-паша: 36 галер, 6 кораблів, 12 галіотів, 1 галеон візира, 8 махонів (турецький галеас), 40 кораблів для перевезення коней, численні карамусалі, що перевозили артилерію                   |                                                                       | 4000 вершників, 6000 яничарів, 90 000 піхотинців.                                                                   |                 |
| Джованні Созомено    |                  | Усього близько 400 суден 200 веслових, із них 160 галер, багато інших старих погано споряджених кораблів: близько 60 галіотів, фюстів (галери застарілого типу). Іншими були карамусолі, 3 венеційських кораблів, 6 махон, численні транспортні кораблі. |                                                                       | 4000 вершників, 6000 яничарів,                                                                                      |                 |
| Джанп'єтро Контаріні | 1572             | |                                                                       | 6000 яничарів, 4000 сипахів (і 4000 коней), «і багато шукачів пригод, яким не була числа»                           |                 |
| Уберто Фолєетта      | 1587             | | 100 000                                                               | На початку кампанії: від 20 000 до 40 000 піхотинців, від 3 000 до 4 000 сипахів                                    |                 |
| Жюр'єн де ла Ґрав'єр | 1888             | Мурад-реіс і Пияле: 105 галер, 30 галіотів, Мустафа-паша: 36 нових галер, 6 кораблів, 12 фюстів, 1 галеон, 8 махонів , 40 кораблів для перевезення коней, численні невеликі транспортні кораблі                                                          | 80 000                                                                | | 74              |
| Савіль А. Р.         | 1878             | | 50 000 піхотинців, 2500 сипахів, 20000 моряків, викликаних із Ларнаки | |                 |
| Девід Абулафія       | 2012             | 400 | 100 000                                                               | |                 |
| Турнбулл             | 2003             | 350 | 200 000                                                               | | 145             |

## Хід війни

### 1570 рік: турецьке завоювання Кіпру

#### Облога Нікосії
Мустафа-паша й Алі-паша коливались, не знаючи, яке місто атакувати першим, але відтак прийняли рішення, що ключем до захоплення всього острова є Нікосія. 27 червня османський флот відплив до Кіпру, 1 липня він прибув до Салінеса недалеко від Ларнаки, і до 3 липня армія висадилась і попрямувала до столиці, але 500 сипахів відразу були відправлені для початку облоги Фамагусти. Венеційським командиром на острові був, на лихо для венеційців, некомпетентний Нікколо Дандоло. На той момент венеційці ще не дійшли до єдиної думки про стратегію захисту та не були готові відбити напад, тому було вирішено заховитись у фортах і протриматись до прибуття підкріплення. Облога Нікосії розпочалась 22 липня і протривала сім тижнів. Недавно побудовані Паллавічіно земляні вали виявились надійним захистом від артилерійського обстрілу — ядра застрягали, в'язли в землі. Лала Мустафа-паша наказав рити траншеї і засипати рів, у той час як постійний обстріл із гармат прикривав працюючих саперів. Зрешою, після того, як захисники вичерпали своє боєприпаси, при сорок п'ятому штурмі стін 9 вересня османам вдалося прорватись до міста. Виникла різанина, після якої місто з 20 тисяч жителів спустошилось. Навіть міських свиней, яких мусульмани вважали нечистими, було вбито, лише жінок і дітей було взято в рабство. Очевидець писав про це так:

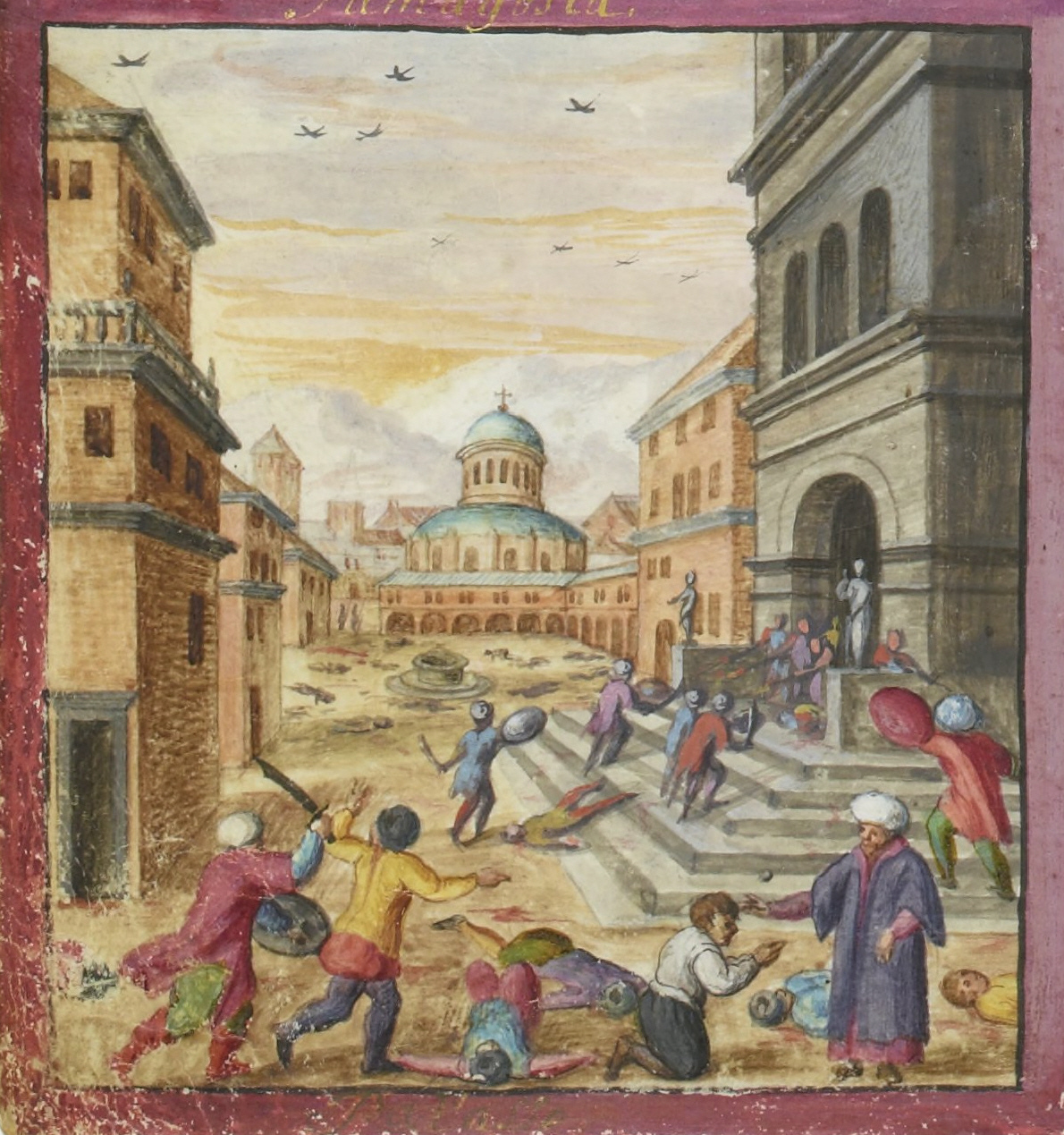
Розграбування міста. Voyages et aventures de Ch. Magius, miniature no. 12.

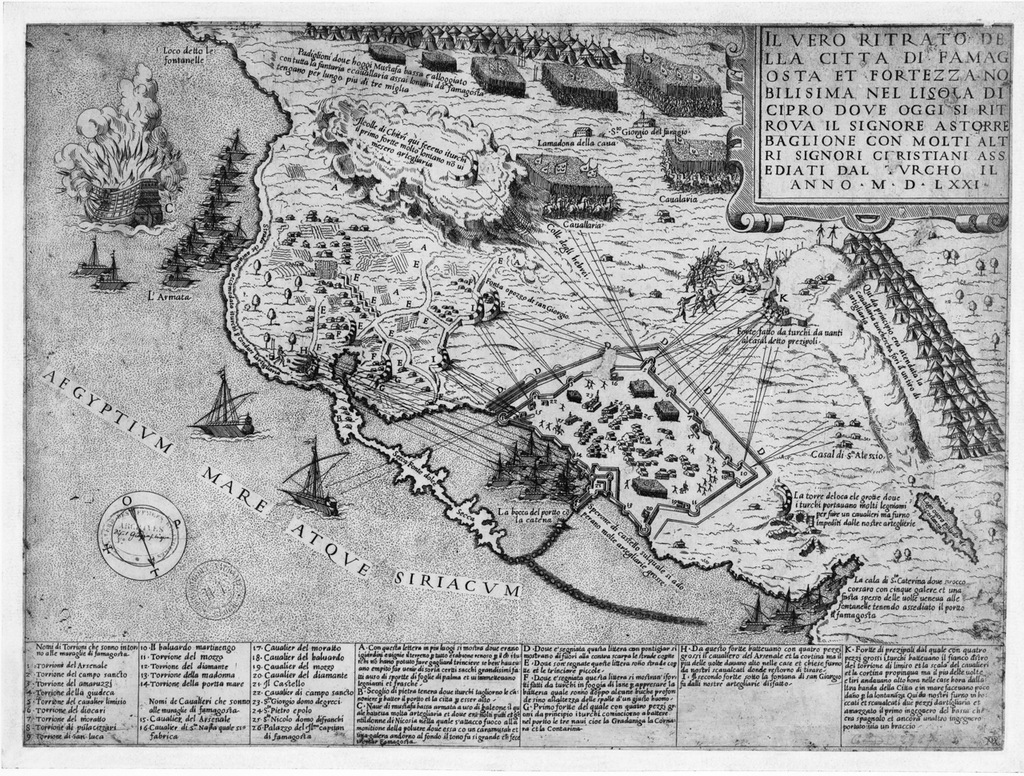
Вибух біля Фамагусти османського галеону з полоненими жителями Нікосії на карті облоги Фамагусти 1597 року.

|  | Зі всіх боків ми не чули нічого, окрім безперестанного плачу бідних жінок, <..>, зойків дітей, відірваних від рук своїх матерів <...> У всіх були зв'язані руки за спиною, їх штовхали і підганяли ударами палок і руків'їв мечів, у багатьох відрубали руку або розколювали череп. Усі, хто опирався, були вбиті. Переможці продовжували відрізати голови старим жінкам <...> Якщо полонений намагався втекти, його хапали, відрізали ноги, і до того часу, поки в ньому залишалось хоч якесь життя, кожний прохожий яничар колов його. Серед убитих були Лодовіко Подочаторо та Лукреція Капеліо, моя матір, чию голову вони відрізали на колінах її служанки. Вони відривали немовляти в пеленках від материнських грудей, деяких із них кидали на землю, інших за ноги об стіну; із них я зміг охрестити лише одного. Це жахіття тривало три дні. <...> всюди, де турки зустрічали свиней, вони відганяли їх, вбиваючи стрілами і мечами. |

Дандоло османи відрубали голову, і спершу Мустафа-паша надіслав її до Кірінеї, яка після цього здалась без спротиву. Османські командири відіслали з місцевим селянином листа Браґадіну, повідомляючи що Нікосія впала, а її захисники були «всі розрублені на куски». Османи пропонували Брагадіну капітулювати, «щоби ми могли відіслати вас на наших кораблях туди, куди ви хоче попрямувати в землі християн, а інакше ви можете бути певні, що ми вб'ємо вас всіх, як дорослих, так і дітей». Віконт Вальдеріо був серед тих, хто читав листя. За його словами, багато хто не міг повірити в падіння Нікосії, яка була набагато краще захищеною, ніж Фамагуста. Однак, близько 5 вечора 10 вересня інший селянин привіз до Фамагусти голову Дандоло, і тоді навіть тим, хто сумнівався, стало очевидно, що османи захопили столицю Кіпру. Вальдеріо писав, що Брагадін надіслав відповідь, відмовившись здатися, того ж дня, 10 вересня.

#### Облога Фамагусти
15 вересня, після падіння Нікосії та здання Кіренії, османська кавалерія з'явилась біля останнього венеційського оплоту на острові, Фамагусти, де ще 1 вересня османи встановили батареї під фортецею. До цього моменту загальні венеційські втрати (включаючи місцеве населення) оцінювались сучасниками уже в 56 000 убитих і взятих у полон. Венеційський гарнізон Фамагусти налічував близько 8500 людей із 90 гарматами, командував ним Маркантоніо Брагадін. У наступні місяці османи вирили величезну мережу траншей у радіусі трьох миль довкола фортеці, які служили захистком для османських військ. Коли обложні окопи наблизились до фортеці і опинились у межах досяжності артилерії зі стін, за наказом Лали Мустафи-паші були зведені десять тимчасових фортів з дерева, мішків із землею і паків бавовни. Однак османам не вистачало кораблів, аби повністю заблокувати місто з боку моря, тому венеційці могли постачати Фамагусту та надсилати підкріплення.
Об'єднаний італійський флот нараховува 200 кораблів, включно з венеційськими кораблями під командуванням Джироламо Дзане, папськими під командуванням \Маркантоніо Колонна та неаполітанськими під командуванням Джованні Андреа Доріа. Флот, зібраний на Криті наприкінці серпня, після відплиття до Кіпру 22 вересня одержав звістку про падіння Нікосії і повернувся через погані погодні умови. Біля берегів Криту залишились лише венеційські галери під командуванням Марко Кіріні. Піяле-паша також був відкликаний до Стамбула, біля гавані Фамагусти залишалось 12 османських галер. Кіріні вдалось, узявши 16 галер і 800 солдатів, здійснити вдалий набіг до берегів Кіпру. Він потопив три османські галери і декілька транспортних кораблів, знищив декілька османських баз на березі та повернувся на Крит. Однак ця перемога Кіріні не принесла плодів, оскільки він не був підтриманий флотом ліги.

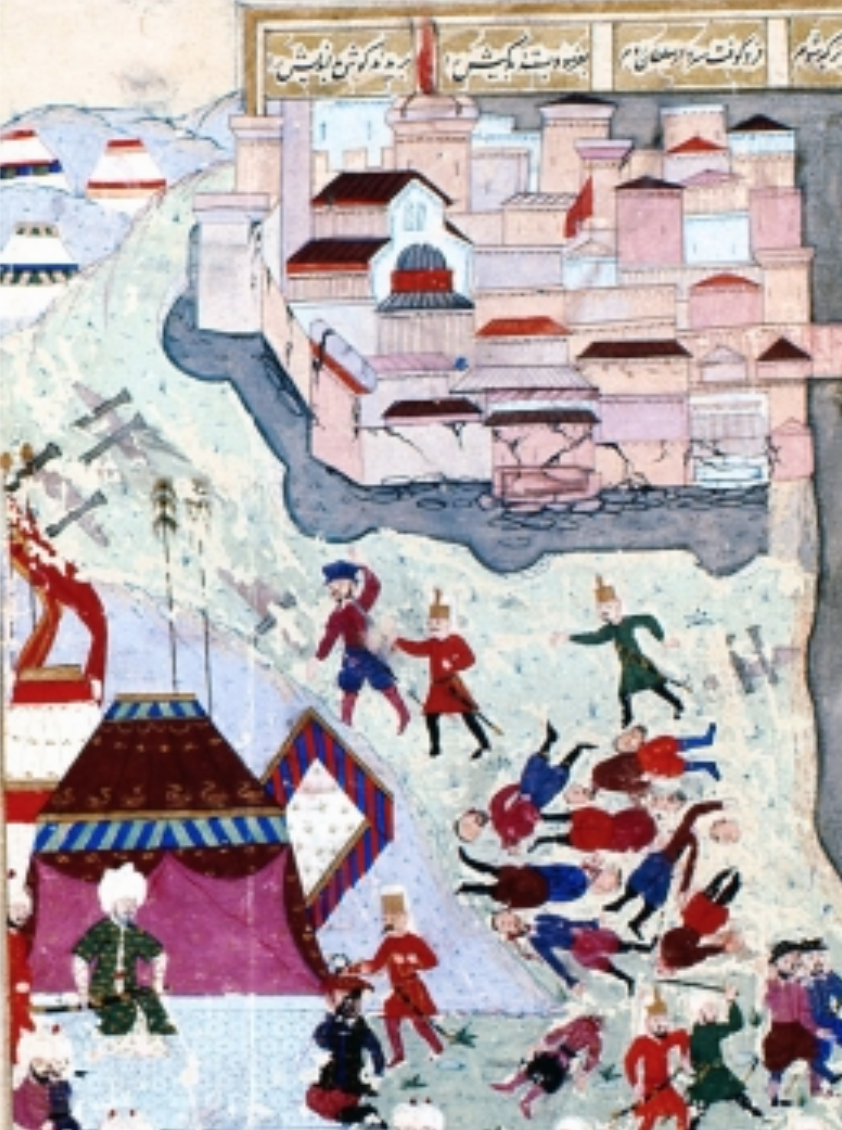
Вбивство венеційських офіцерів у Фамагусті. Шехнаме-і Селім-хан, TSM, A3595, folio 122a. 1581 рік

У той же час спроба Соколлу Мехмед-паші підписати сепаратний мир із Венецією провалилась. Великий візир запропонував Великій раді поступитись торговою базою у Фамагусті, якщо республіка поступиться османам рештою острова, але венеційці, натхненні недавнім захопленням Дураццо в Албанії і відбуваними перемовинами про створення християнської ліги, відмовились. Таким чином, 12 травня 1571 року розпочався інтенсивний обстріл укріплень Фамагусти османами, які здійснили сім генеральних штурмів стін і бастіонів міста. 1 серпня, коли боєприпаси та запаси продовольства в захисників були вичерпані, за проханням жителів гарнізон здав місто. Облога Фамагусти коштувала османам близько 50 000 загиблих.
Хоча венеційці капітулювали під гарантії вільного повернення додому, які Лала Мустафа-паша завірив і своїм підписом, і печаткою султана, свого слова не дотримався. Коли Брагадін у супроводі інших захисників міста з'явився для передання ключів міста, Мустафа особисто накинувся на нього і відрізав вухо. Почалась різанина, результатом якої ястала гора з 350 голів, звалених біля шатра Мустафи. Через два тижні, після мордувань і знущань, 17 серпня 1571 року Брагадін прийняв мученицьку смерть: з нього здерли живцем шкіру на очах у вцілілих і взятих у полон жителів Фамагусти. Голови страчених воєначальників і шкіру Брагадіна Лала Мустафа-паша привіз до Константинополя в подарунок султанові.

### 1571 рік: Священна ліга
Венеція намагалась знайти союзників проти Османської імперії. Імператор Священної Римської імперії Максиміліан допіру уклав мир із османами і не хотів його порушувати. Франція традиційно дружила з османами і вороже ставилась до іспанців, а польський король Сигізмунд II провадив затяжну Лівонську війну з Іваном Грозним. Філіп II, король Іспанії, найбільшої християнської держави Середземномор'я, попервах не був зацікавлений у допомозі республіці, позаяк Венеція відмовилась направити допомогу під час облоги Мальти 1565 року.
Окрім цього, Філіп II хотів зосередити свої сили проти берберських держав Північної Африки. Небажання Іспанії встати на боці Венеції затримувало спільне вимарш у 1570 році. Однак за енергійного посередництва Пія V 15 травня 1571 року була організована Священна ліга, союз проти османів, який передбачав збір спільного флоту з 200 галер, 100 пунктів постачання й армії з 50 000 людей. Аби заручитись згодою Ісанії, в домовленість було додано зобов'язання венеційців допомогти Іспанії в Північній Африці.

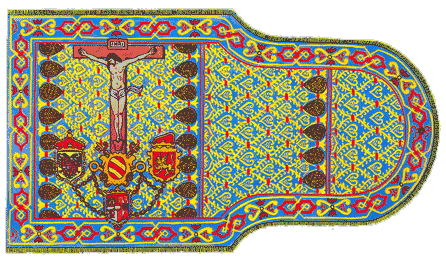
Штандарт Священної ліги

Згідно з умовами нового альянсу, наприкінці літа християнський флот повинен був зібратись у Мессіні під командуванням дона Хуана Австрійського, який прибув 23 серпня. Перед тим, як вирушити в плавання, дон Хуан повинен був впоратись із взаємною недовірою та ворожістю між різними учасниками союзу, особливо між венеційцями та ґенуйцями. Іспанський адмірал вирішив проблему, розбивши ескадри та змішавши судна різних держав. Доріа взяв командування правим флангом, Дон Хуан тримав центр, венецієць Аґостіно Барбаріґо отримав лівий фланг, а іспанець Альваро де Басан — резерв.
Не знаючи про долю Фамагусти, союзний флот покинув Мессіну 16 вересня і через десять днів прибув на Корфу, де дізнався про перемогу османів. Оскільки до того часу Фамагуста вже впала, то будь-які спроби врятувати Кіпр були беззмістовними, а османський флот, яким командував Муеззінзаде Алі-паша, стояв на якорі в Лепанто (Нафпактос) біля входу до Коринфської затоки.

### Битва при Лепанто

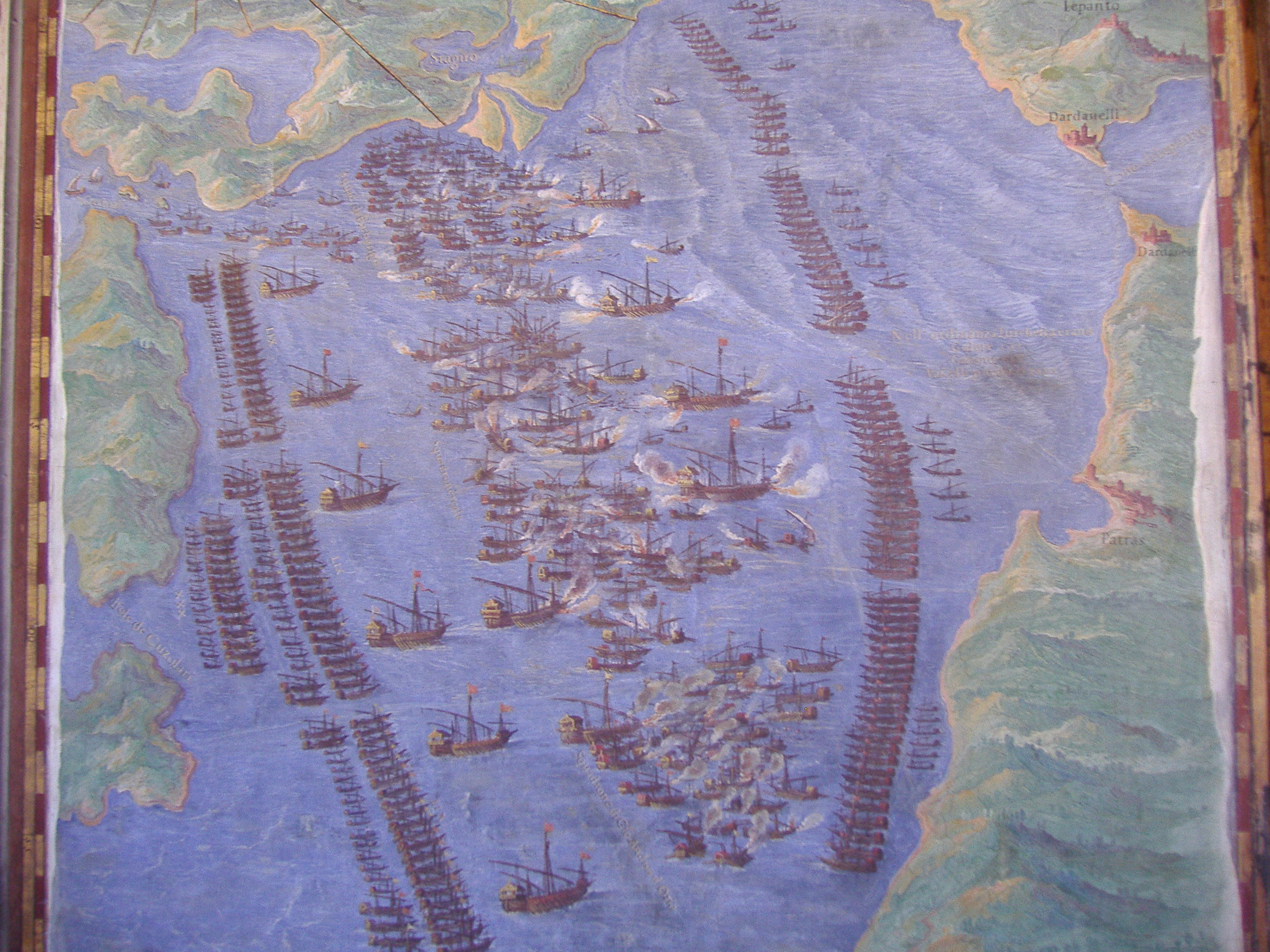
Битва при Лепанто. Ватикан

Обидві сторони готувались до вирішального бою, для якого вони, за деякими оцінками, зібрали від 70 до 90 відсотків усіх галер Середземного моря. Сили були приблизно однаковими: Османський флот був більшим, маючи 300 суден проти 200 суден Ліги, християнськи галери були міцнішими. І той, і інший флот ніс близько 30 000 солдатів: у християн було удвічі більше гармат, османи могли розраховувати на великий і вишколений загін стрільців. 7 жовтня два флоти зустрілись у битві біля Лепанто, в якому османський флот зазнав розгромної поразки, втративши близько 30 000 людей. Окрім цього, було звільнено близько 12 000 християнських рабів, що були гребцями на османських галерах.
У народному сприйнятті сама битва стало відомою як один із переломних моментів у тривалій боротьбі християнського світу з османами, позаяк вона поклала кінець гегемонії османів на морі, встановленій після битви за Превезу в 1538 році. Безпосередні результати перемоги, одначе, були мінімальними: прийдешня сувора зима виключила можливість подальшого наступу Ліги, у той час як османи використали перепочинок, щоби відновити флот. Османський імперський арсенал працював на повну силу, і впродовж 5—6 місяців флот був побудований заново. Битва при Лепанто показала перевагу європейських суден, тому новий османський флот будувався за новими стандартами. Кошти для відновлення флоту були здобуті шляхом введення нових податків у провінціях.

### 1572—1573: розвал «Священної ліги»
Венеція зазнала в Далмації відчутних втрат: османський флот напав на острів Хвар, міста острову (Хвар, Старий Град і Врбоська) були спалені. Ситуацію, що склалась після Лепанто, образно описав великий візир Соколлу Мехмед-паша байло Маркантоніо Барбаро: «Є велика різниця між вашою втратою і нашою. Віднявши у вас землі, ми відрізали вам руку; а ви, перемігши наш флот, лише поголили наші бороди. Відрізана рука не може вирости знову, а зголена борода відростає з більшою силою, ніж раніше». Незважаючи на заяву великого візира, шкода, завдана Османському флоту, була великою — не стільки через кількість втрачених кораблів, скільки через великі втрати досвідчених офіцерів і моряків. Добре розуміючи, як важко замінити таких людей, наступного року венеційці й іспанці стратили тих із них, кого їм вдалось взяли в полон, однак через два роки османський відновлений флот був повністю укомплектований вишколеними екіпажами.
Наступного року, коли союзний християнський флот відновив дії, він зіштовхнувся з відновленим османським флотом із 200 суден під командуванням досвдченого корсара Улуч Алі-паші. Іспанський флот під командуванням дона Хуана не міг потрапити до Іонічного моря до вересня, що означало певну перевагу османського флоту. Однак османський командир знав про недостатки свого флоту, побудованого нашвидкуруч із непросушеного дерева і укомплектованого недосвідченими екіпажами. Тому в серпні він активно уникав зіткнення із союзним флотом і зрештою попрямував до фортеці Модон (Метоні). Прибуття іспанської ескадри з 55 кораблів зрівняло кількість суден із обох боків і відкрило можливість для вирішального удару, який не відбувся через тертя між християнськими лідерами і негнучкість дона Хуана. Розходження інтересів членів Ліги проявлялись усе сильніше, і альянс почав розпадатись. 1573 року флоту Священної Ліги навіть не вдалось зібратися і відплисти. Замість цього дон Хуан захопив Туніс, однак роком пізніше османський флот на чолі з Улуч Алі-пашею вибив остаточно іспанців з цього міста.

## Наслідки

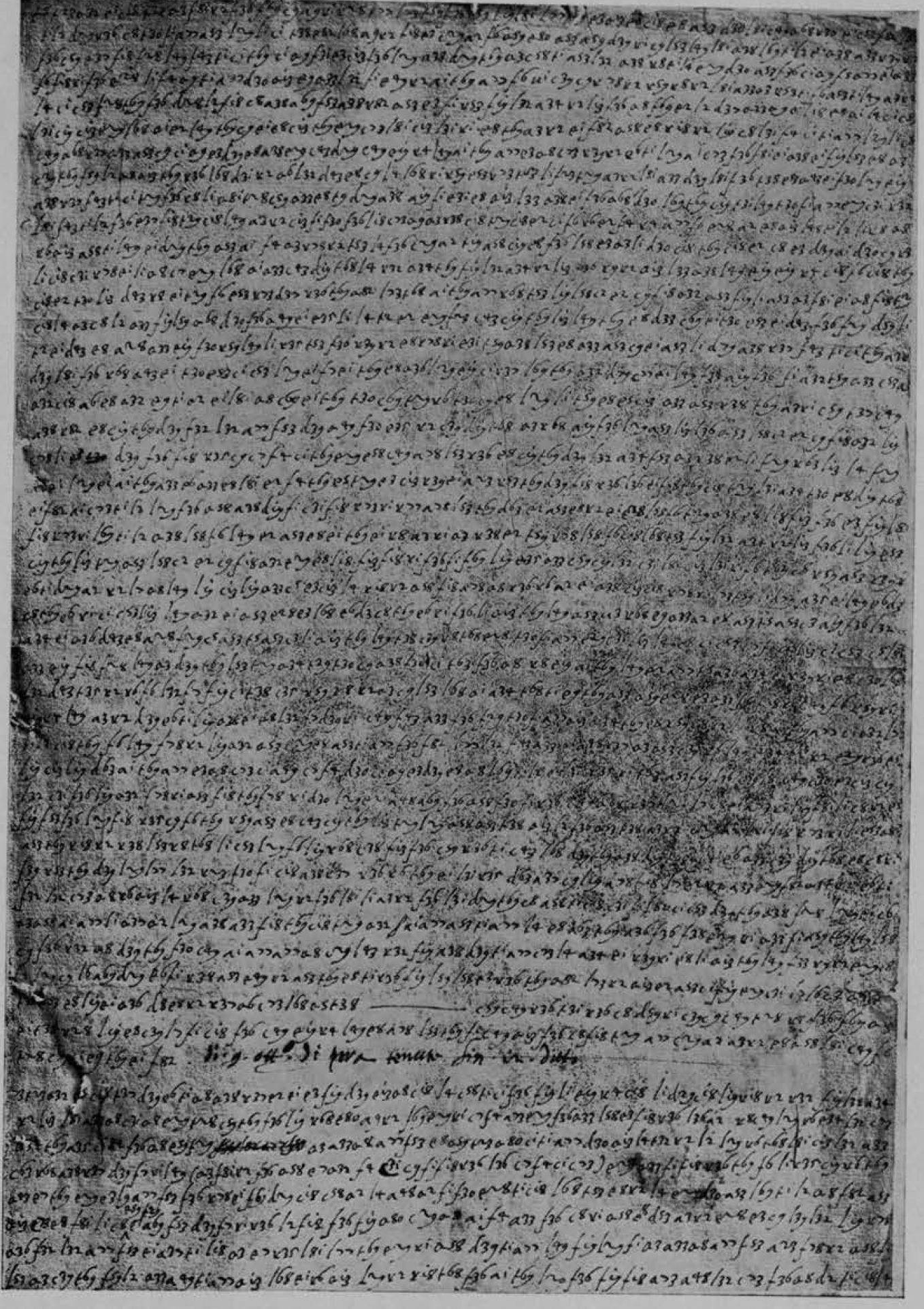
Шифрована депеша байло Барбаро від жовтня 1571 року зі згадкою битви при Лепанто.

Незважачи на обмежений вплив перемоги союзників на загальну ситуацію, перемога Османської імперії в Лепанто мала би значно важливіші наслідки. Майже повне зникнення християнського флоту дало б змогу османському флотові борознити Середземне море вздовжі і впоперек із важкими наслідками для Мальти, Криту і, можливо, навіть для Балеарських островів або Венеції. Тому перемога Ліги біля Лепанто, поряд із невдачею Османської імперії на Мальті, лише підтвердила фактичне розділення Середземного моря на східну половину під османським контролем і західну під контролем християн.
Венеція, побоюючись втрати своїх володінь в Далмації і можливого вторгнення у Фріулі, а також прагнучи скоротити свої втрати та поновити торгівлю з османами, ініціювала за посередництва Франції сепаратні перемовини з Портою. Перемовини провадив байло Марко Антоніо Барбаро, який з 1570 року перебував під домашнім арештом і був випущений з причини перемовин. Зважаючи на нездатність республіки повернути Кіпр, договір, підписаний 7/15 березня 1573 року, підтвердив новий стан справ: Кіпр став провінцією Османської імперії, і Венеція виплатила султану 300 000 дукатів. Окрім цього, змінився кордон між двома державами в Далмації — османи окупували невеликі, але важливі внутрішні райони з найплодючішими сільськогосподарськими територіями, що справило несприятливий вплив на економіку венеційських міст Далмації.
Мир продовжився до Критської війни, що розпочалась 1645 року. Кіпр залишався під владою Османської імперії до 1878 року, коли він був переданий Британії як протекторат. Османський сувернітет тривав до початку Першої світової війни, коли острів був остаточно анексований Великою Британією і став її колонією 1925 року.